# Shakira (album)
Pour les articles homonymes, voir Shakira (homonymie).
Albums de Shakira
Live from Paris
(2011) El Dorado
(2017)
Singles
1. Can't Remember to Forget You
Sortie : 13 janvier 2014
2. Empire
Sortie : 24 février 2014
3. Dare (La La La)
Sortie : 14 avril 2014

Shakira (stylisé SHAKIRA.) est le dixième album studio de l'auteure-compositrice-interprète colombienne Shakira, sorti le 24 mars 2014 sous le label RCA Records. La chanson Can't Remember to Forget You est sortie en tant que premier single, en duo avec Rihanna, le 13 janvier 2014, pour promouvoir l'album. Le clip illustrant la chanson est l'une des vidéos les plus vues de Youtube de l'année 2014, plus de 940 millions à ce jour. L'album a été plutôt assez bien accueilli par la critique, s'écoulant à environ 3 500 000 exemplaires[réf. nécessaire],, dans le monde depuis sa sortie.

## Style
L'album est éclectique sur le plan du style, avec par exemple de la techno, une ballade romantique, du ska, ou même pour la première fois de la country, mais avec une dominante pop et rock, et des guitares rock très présentes. D'après L'Obs, Shakira a changé de style, abandonnant le type world music tendance latino qui faisait son originalité, et devient plus conforme à la norme. Pour Le Figaro, le single Dare (la la la) « qui fait office de bande originale pour la pub Danone, [...] est une cacophonie inaudible, éloigné du "latino-world" qui propulsa jadis la carrière de la jeune femme ». Mais selon L'Obs, la production correspond tout à fait à ce que l'on peut attendre d'« une star internationale », travaillant avec « un gros label », et « un budget énorme », et s'il existe des morceaux assez « techno/club », les titres calmes prédominent, mais sans être « ennuyeux », car possédant néanmoins un dynamisme propre.

## Accueil
D'après NRJ, son premier single Can't Remember to Forget You « domine les charts iTunes de pas moins de 39 pays, 24 heures à peine après sa mise en ligne. C'est un nouveau record pour Shakira qui a déjà écoulé plus de 60 millions d'albums dans le monde depuis le début de sa carrière ». En Colombie, le pays natal de la chanteuse, l'album a reçu une certification de diamant, avec 200 000 albums vendus.
L'accueil de la presse anglo-saxonne est mitigé. Par exemple, pour le Huffington Post « les paroles des chansons manquent d'émotion et de profondeur » et Associated Press lui reproche de mettre au second plan ses « talents de compositrice et de productrice », pour un résultat qui n'a plus « l'éclat, la nervosité et le charisme de son travail d'il y a dix ans ». Cependant, pour le Boston Globe, cet album représente « son effort le plus personnel depuis des années ». Il rappelle « qu'il y a beaucoup de cœur et d'âme derrière l'apparence polie de la star planétaire ».
L'Obs et le magazine Billboard saluent tous deux la diversité musicale de cet album, à propos duquel Billboard, conquis, déclare : il est  « cohésif, organique, dont les racines oscillent entre des mélodies pop-rock et d'autres influences musicales complètement inattendues »,.

## Liste des pistes
| 1.  | Can't Remember to Forget You (featuring Rihanna) | John Hill, Tom Hull, Daniel Alexander, Erik Hassle, Shakira, Rihanna                                                       | Shakira, John Hill, Kid Harpoon, Kuk Harrell (voix) | 3:26 |
| 2.  | Empire                                           | Steve Mac, Ina Wroldsen | Steve Mac, Shakira                                  | 3:59 |
| 3.  | You Don't Care About Me                          | Nasri Atweh, Adam Messinger, Chantal Kreviazuk                                                                             | Shakira, Adam Messinger, Nasri Atweh                | 3:41 |
| 4.  | Dare (La La La)                                  | Shakira, Jay Singh, Lukasz Gottwald, Mathieu Jomphe-Lepine, Max Martin, Henry Walter, Raelene Arreguin, John J. Conte, Jr. | Dr. Luke, Shakira, J2, Cirkut, Billboard            | 3:06 |
| 5.  | Cut Me Deep (featuring Magic!)                   | Atweh, Mark Pellizzer, Alex Tanas, Ben Spivak, Messinger, Shakira                                                          | Messinger, Nasri Atweh                              | 3:15 |
| 6.  | 23                                               | Shakira, Luis Fernando Ochoa                                                                                               | Shakira, Busbee, Ochoa                              | 3:59 |
| 7.  | The One Thing                                    | Shakira, Nasri Atweh | Shakira, Messinger, Nasri Atweh                     | 3:12 |
| 8.  | Medicine (featuring Blake Shelton)               | Shakira, Hillary Lindsey, Mark Bright                                                                                      | Shakira, Busbee                                     | 3:18 |
| 9.  | Spotlight                                        | Shakira, Hillary Lindsey, Mark Bright                                                                                      | Shakira, Greg Kurstin                               | 3:23 |
| 10. | Broken Record                                    | Shakira, Busbee | Shakira, Busbee                                     | 3:14 |
| 11. | Nunca Me Acuerdo de Olvidarte                    | Shakira, John Hill, Tom Hull, Daniel Alexander, Erik Hassle                                                                | Shakira, John Hill, Kid Harpoon                     | 3:26 |
| 12. | Loca por Ti                                      | Shakira, Josep Bellavista, Carlos Hernandez, Juan Clapera, Alberto Herrera                                                 | Shakira, Ochoa                                      | 3:41 |

| 13. | La La La (Brasil 2014) | Shakira, Jay Singh, Lukasz Gottwald, Mathieu Jomphe-Lepine, Max Martin, Henry Walter, Raelene Arreguin, John J. Conte, Jr., Carlhinos Brown | Dr. Luke, Shakira, J2, Cirkut, Billboard | 3:06 |
| 14. | Chasing Shadows        | Sia Furler, Fernando Garibay, Kurstin | Kurstin                                  | 3:31 |
| 15. | That Way               | Shakira, Olivia Waithe, Roy Battle | Shakira, Battleroy                       | 3:08 |

| 1.  | Nunca Me Acuerdo de Olvidarte                      | 3:26 |
| 2.  | Empire                                             | 3:59 |
| 3.  | You Don't Care About Me                            | 3:41 |
| 4.  | La La La                                           | 3:06 |
| 5.  | Cut Me Deep (featuring Magic!)                     | 3:15 |
| 6.  | 23                                                 | 3:59 |
| 7.  | The One Thing                                      | 3:12 |
| 8.  | Medicine (featuring Blake Shelton)                 | 3:18 |
| 9.  | Loca por ti                                        | 3:41 |
| 10. | Spotlight                                          | 3:23 |
| 11. | Broken Record                                      | 3:14 |
| 12. | Boig per Tu                                        | 3:44 |
| 13. | La La La (Brasil 2014) (featuring Carlinhos Brown) | 3:17 |
| 14. | Chasing Shadows                                    | 3:31 |
| 15. | Can't Remember to Forget You (featuring Rihanna)   | 3:26 |

## Performance Commerciale
Shakira a fait ses débuts au numéro 2 aux États-Unis, ce qui devient la meilleure position pour un album de Shakira avec 85 000 exemplaires vendus, mais ses ventes sont les plus basses en première semaine pour un album de Shakira. Les ventes sont légèrement supérieur aux prévisions, qui annonçait entre 75 000 et 80 000 exemplaires en première semaine. L'album fut numéro 1 en Grèce, ou encore numéro 2 au Brésil.